# Lễ hội Rawa Blues
Lễ hội Rawa Blues là một sự kiện văn hóa lớn nhất và lâu đời nhất của dòng nhạc Blues ở Ba Lan, là một trong những lễ hội  âm nhạc Blues lớn nhất thế giới. Ngay từ đầu, lễ hội đã được tổ chức tại Trung tâm thể thao và giải trí Spodek ở Katowice.

## Lịch sử lễ hội
Người sáng tạo và tổ chức lễ hội là Ireneusz Dudek - nhạc sĩ Blues Ba Lan, tên của lễ hội được lấy cùng tên với con sông Rawa ở Katowice. Phiên bản đầu tiên của lễ hội được tổ chức vào đầu 5 năm 1981, được tổ chức tại các câu lạc bộ Selesian Akant,  Kwadraty, Medyk, Puls và Wahadło. Lúc đầu, lễ hội chỉ tập hợp khoảng 20 người nghệ sĩ từ một số vùng của Ba Lan, và khoảng 500 người hâm mộ nhạc Blues.
Những thay đổi mang tính hệ thống ở Ba Lan vào đầu những năm 1990 đã tạo ra những cơ hội mới cho việc tổ chức các lễ hội văn hóa. Ireneusz Dudek cùng với đội của mình, đã tận dụng thời cơ đó để mở rộng quy mô của lễ hội, nhờ đó Rawa Blues đã trở thành một sự kiện quốc tế. Ban tổ chức đã mở rộng liên hệ với các nhạc sĩ và nhà quảng bá ở Tây Âu và Hoa Kỳ để mời được nhiều ngôi sao nhạc Blues huyền thoại đến biểu diễn tại lễ hội Rawa Blues.
Với quy mô ngày một hoành tráng, đến năm 1992, lễ hội bắt đầu biểu diễn tại Trung tâm thể thao và giải trí Spodek, lễ hội lúc đó đã thu hút khoảng 10.000 người đến tham gia sự kiện, và kể từ đó, lễ hội thường xuyên có sự xuất hiện của các ngôi sao của nhạc Blues trên thế giới đến tham gia và biểu diễn.

## Giải thưởng "Keeping the Blues Alive"
Lễ hội Rawa Blues đã giành được giải thưởng "Keeping the Blues Alive 2012" của Tổ chức nhạc Blues của Mỹ trao tặng ngày 1 tháng 11 năm 2011 để ghi nhận những đóng góp của lễ hội cho việc bảo tồn, cũng như quảng bá dòng nhạc Blues đến với công chúng.